# 川渡温泉
川渡温泉（かわたびおんせん）は、宮城県大崎市（旧国陸奥国、明治以降は陸前国）にある温泉。荒雄川（江合川）の河畔にあり鳴子温泉郷で最も早く開湯した温泉地とされる。国民保養温泉地。

## 泉質
- 含硫黄-ナトリウム-炭酸水素泉
- 単純硫黄泉
- 単純温泉

脚気によく効くとされ、古くから「脚気川渡」と言われた。

### 地質
地層の基盤は、花崗閃緑岩類ほか蛇紋岩類。これらの上に、緑色凝灰岩類が発達している。その上位に、不整合関係をもって、礫岩、亜炭、白色凝灰岩等を有する上部新第三系の発達があり、これらの上に火山砕屑物と鳴子湖沼堆積物とにより構成される新期堆積物が累積している。

### 源泉
温泉は鳴子火山群を熱源とする熱水が、鳴子湖成層中の温泉帯水層から湧出すると考えられる。いずれの源泉も掘削当初は自噴していた。断層により、川渡温泉街、築沢川以西の要害・石の梅地区、荒雄川北岸地区の三地区に分割される。
泉温はほとんどが34℃〜56℃以内の範囲であり一般に温度は低い。pH値は中性から微アルカリ性。源泉の多くが二価の鉄分を含有するのが特徴的。
温泉の生成機構は、Cl-HBO2型温泉源水に対して、第二次的に生成されるHCO3-SO4型の水が混入していると推定される。第二次水は、深所に由来すると考えられる高温、高圧のガス体のうち、Cl型と分離して行動する炭酸ガスおよび硫化水素が地上に上昇する際、通路にあたる岩石と接触反応を起こし、地下水に溶けこんでHCO3-SO4型の水を生成すると考えられる。
湯治およびリハビリ等の温泉療法の観点から、泉温が低い川渡温泉は非常におだやかで最適の温泉群といえる。

## 温泉街
川渡温泉街は荒雄川（江合川）南岸の川渡大橋を渡った先に位置している。温泉街のほか、築沢川以西の要害・石の梅地区、荒雄川北岸にも温泉宿が点在する。昔ながらの自炊可能な湯治宿や家庭的な温泉宿、大型旅館まで、7軒の温泉旅館と1軒の共同浴場がある。
毎年9月に温泉石神社で献湯式が行われる。献湯式では源泉の所有者が持参した湯を神社に奉納し、自然の恵みへの感謝と川渡温泉の繁栄を祈願する。
- 社寺 - 温泉石神社、祥雲寺
- 景勝地 - 小黒崎（おぐろがさき）、美豆の小島（みずのおじま）、白糸の滝、石割りの梅、湯沢川の桜並木、川渡の菜の花畑
- その他 - まちの各所に「豆こけし」が隠れている。

### 湯治場
鳴子温泉郷の特質として、近隣地域の農民や漁民など、第一次産業従事者の重労働後の「骨休めの場」・「療養の場」として機能してきたことが挙げられる。
江戸期の湯治人の大半は仙台領内の農民で、たいてい農閑期に来た。毎年続けて来るものが多く、各湯には湯治の目的によってそれぞれの固定客があった。農民のほかに、社会の各階層のものが湯治に来た。林子平や保田光則（幕末仙台藩の国学者）の様な知名人が来訪した他、12代仙台藩主伊達斉邦は脚気湯治に川渡を訪れている。
湯治は7日間を一廻りといい、湯治期間の区切りとされた。たいてい二廻りか三廻りは滞在した。湯治人は全部自炊で、日用品や生活必需品は自家からの持込みや宿の内外で購入できる仕組みになっていた。また宿によっては将棋や碁のような娯楽設備をもつものもあった。浴場はどこも男女混浴だったが、身分の高い人のためには特別な浴場が設けられた。

### 共同浴場

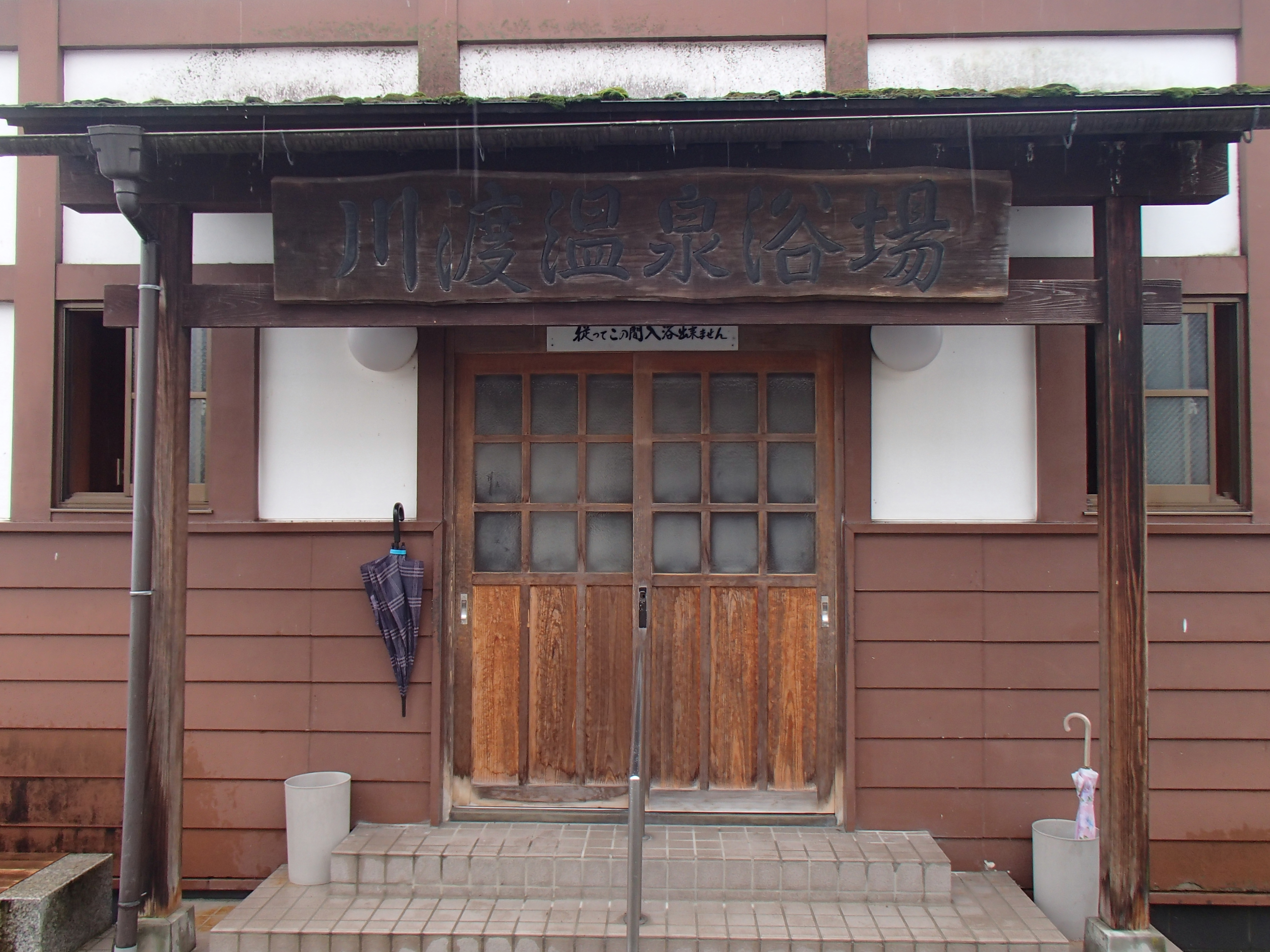
川渡温泉共同浴場

町内には自宅に風呂のない家も多く、川渡温泉街に共同浴場がある。地元民も多く訪れ、世間話に花を咲かせる。シャワーはない。54℃で湧出する源泉は、ほぼ加水なしで浴槽に注がれており、湯温は46℃前後と非常に熱い。
- 含硫黄－ナトリウム－炭酸水素塩泉

## 名産品
- しそ巻き - ゴマやクルミが入った甘辛い味噌餡を紫蘇の葉で包み、さらに油で揚げた食品。
- くるみとうふ - 練りくるみを用いて作られる変わり豆腐。ほのかに甘い。
- 鳴子上原酪農牛乳 - 上原地区の7戸の生産者「上原酪農組合」の生産する生乳を使った牛乳。上原地区は県内トップレベルの乳質の良い地域とされる[5]。

## 歴史
古くから「玉造の湯（たまつくりのゆ）」として知られ、開湯は1000年以上前とされる。

### 古代
石の梅古墳（蘭場古墳）が築かれる。
- 837年（承和4年）4月：『続日本後紀』に温泉石神からの報告として、温泉湧出の記載がある[6]。
- 927年（延長5年）：『延喜式』に「温泉石（ゆのいしの）神社」が記載される。

### 中世
13世紀に順徳上皇が著した『八雲御抄』には陸奥の名湯として名取湯、佐波湖湯、玉造湯の三湯があげられている。
「小黒崎」「美豆の小島」が歌枕の地として都に知られ、四条天皇、順徳天皇らが歌を詠んだ。
正嘉正元の頃、鎌倉幕府の執権北条時頼が石割の梅を訪れた伝説を残す。
北条氏滅亡後、湯山氏が近隣の領主となる。永正年間、湯山正推の代に荒雄川南岸に湯山城を築き居城した。
- 1508年（永正5年）：小身に祥雲寺が開山[8]。

### 近世
玉造郡大口村に属し、仙台藩の岩出山伊達家の知行地であった。村内の鍛冶谷沢宿は、仙台と酒田を結ぶ街道（出羽仙台街道）上の宿駅であったが、温泉自体は街道からやや離れた位置にあった。村内には川渡のほか、赤湯などの温泉があり、鳴子、鬼首荒湯といった当時の仙台藩領内を代表する温泉ともそれほど遠くない位置関係にあった。
代々藤島氏が「大湯」「真癒湯（まゆのゆ）」の湯守と、「温泉石神社」の祭主を兼務した。「真癒湯」は伊達斉邦の御下名。湯守は、温泉の傍らで宿屋を営業し、温泉を管理して入湯客の利用の便を図ると同時に、彼らから「湯銭」（入湯料）を徴収してその一部を「御役代」（運上金）として藩に上納することを主な任務とした。
18世紀末期（寛政年代）には、「川渡の義は御国一の名湯」（仙台藩郡奉行本郷伊右衛門申渡書）といわれ、玉造八湯で最も賑わった。湯守吉郎右衛門の報告によれば年間の浴客はおよそ2,000人とあった（役人の見積では7,000〜8,000人）。温泉番付では、東前頭にランクされていた。
川渡を含む玉造一円は名馬の産地として知られ、馬市が開かれていた。
- 1689年（元禄2年）5月14日：平泉から岩出山を経て出羽三山を目指す松尾芭蕉と弟子の曾良が通過している。「・・・小黒崎、みづの小島を過ぎて、・・・」と『おくのほそ道』に記されている。
- 1791年（寛政3年）：林子平が滞在。

- 1827年（文政10年）：水戸藩士小宮山楓軒が滞在。『浴陸奥温泉記』[12]に文政年間のまちの様子の記載がある。
- 1840年（天保11年）：仙台藩十二代藩主伊達斉邦が滞在。
- 1853年（安政6年）：大口村、鳴子村の湯守が共同で湯税の変更を嘆願する[9]。

### 近代・現代
川渡には軍馬湯治場があった。長さ二間半、幅二間、深さ四尺のコンクリートの浴槽に、負傷や捻挫した軍馬4, 5頭を40分ほど入浴させて湯治をした。
- 1873年（明治6年）：大口小学校（現：川渡小学校）開校。
- 1884年（明治17年）：陸軍調馬隊設置に伴い、鍛冶谷沢軍馬育成場（後の軍馬補充部鍛冶谷沢支部）を設置。
- 1907年（明治40年）：鍛冶谷沢と鬼首の馬市を合併し、川渡に二歳駒市場を設置[14]。
- 1910年（明治43年）：大洪水。
- 1914年（大正3年）4月19日：陸羽東線川渡駅（かわたびえき）開業。
- 1925年（大正11年）：土井晩翠が滞在[15]。「千年の　歴史をほこる　川渡の　いでゆの夕　なく杜鵑(ほととぎす)」
- 1934年（昭和9年）：川渡の大火。
- 1944年（昭和19年）：東京都浅草区内国民学校児童集団疎開。
- 1946年（昭和21年）：「上原」「向山」の開拓がはじまる[16]。
- 1947年（昭和22年）：向山分校開設。（1945年：本校に統合）
- 1949年（昭和24年）：上原分校開設。（1999年：閉校）
  - 旧軍馬補充部に東北帝国大学附属川渡農場（現：川渡フィールドセンター）を設置[17]。

- 1959年（昭和35年）10月1日：「奥鳴子・川渡温泉郷」として、中山平温泉、鬼首温泉とともに国民保養温泉地に指定[1]。
- 1972年（昭和47年）：宮城県により「温泉源基盤整備調査」が行われる[2]。
- 2016年（平成28年）5月20日：「鳴子温泉郷」として、鳴子温泉、東鳴子温泉を加えて国民保養温泉地に指定。

## 歌枕

### 玉造川
荒雄川（江合川）の旧称。「玉造江」とも。
みちのくの　玉つくり江に　漕舟の　音こそたてね　君を恋れと
　小野小町　新勅撰和歌集恋一

### 美豆の小島
荒雄川（江合川）の中の小島。「水の小島」、「みづの小島」とも。
をくろさき　みつの小島の　人ならは　都のつとに　いさといはまし物を
　読み人知らず　東歌　古今和歌集巻二十
小黒崎　みつの小島に　あさりする　田鶴そなくらし　浪たつらしも
　四条天皇御製　続古今和歌集
人ならぬ　岩木もさすか　恋しきは　みつの小島の　あきの夕くれ
　順徳天皇御製　続古今和歌集
さそふへき　みつの小島の　人もなし　ひとりそかへる　みやこ恋ひつつ
　光明峯寺入道前摂政太政大臣　新後撰和歌集

## アクセス
- 車：東北自動車道 古川ICから約45分
- 鉄道：陸羽東線 川渡温泉駅からタクシーで約10分
- 高速バス：仙台駅前からミヤコーバス・仙台 - 鳴子線で川渡温泉下車。